# عتل فرامون
عتل فرامون، عزبة تابعة لقرية النوايجة بالوحدة المحلية لقرية أبو مندور، التابعة لمركز دسوق، التابع لمحافظة كفر الشيخ في جمهورية مصر العربية.